# 切斯特菲爾德 (伊利諾伊州)
切斯特菲爾德（英語：Chesterfield）是位於美國伊利諾伊州馬庫平縣的一個村落。

## 地理
切斯特菲爾德的座標為39°15′17″N 90°03′54″W / 39.25472°N 90.06500°W，而該地最高點為海拔高度180米（即591英尺）。

## 人口
根據2010年美國人口普查的數據，切斯特菲爾德的面積為1.40平方千米，當中陸地面積為1.40平方千米，而水域面積為0.00平方千米。當地共有人口188人，而人口密度為每平方千米134人。